# Param Vishisht Seva Medaille
De Param Vishsisht Seva Medaille is een Indiase onderscheiding voor "belangrijke verdiensten" (Engels: "distinguished service").
De onderscheiding werd in 1960 als Tweede Klasse van de "Vishisht Seva Medaille" ingesteld. Er waren destijds drie klassen maar zoals bij alle Indiase onderscheidingen werden deze in 1967 verzelfstandigd. Er kwamen zo
- De Vishisht Seva Medaille
- De Param Vishsish Seva Medaille
- De Ati Vishisht Seva Medaille

In principe staat de onderscheiding open voor alle rangen in de strijdkrachten maar in de praktijk wordt zij alleen aan officieren toegekend.
Sinds 1980 en het instellen van de Sarvottan Yudh Seva Medaille voor verdienstelijk tijdens militaire operaties wordt de Vishsish Seva Medaille vooral aan organisatoren, genie en stafofficieren verleend.
Het lint is geel met in het midden twee smalle donkerblauwe strepen. 